# Маис (река)
Маис — река в России, протекает по Никольскому району Пензенской области. Истоки находятся южнее н.п. Никольск на высоте около 270 метров над уровнем моря, устье находится на высоте 124 метров над уровнем моря, на 28 км от устья реки Инзы. Длина реки — 39 км, площадь водосборного бассейна — 390 км².
Река протекает по лесным ландшафтам с большим количеством открытых мест, используемых сельским хозяйством. Долина реки шириной в среднем 1 км, большей частью лишена леса. Ширина реки у села Покровка около 10 м, глубина в среднем 0,5 м. Грунт песчаный с небольшими скоплениями гальки. Берега невысокие, 1,5—3 м, в основном пологие. По берегам преобладает ольха чёрная.

## Данные водного реестра
По данным государственного водного реестра России относится к Верхневолжскому бассейновому округу, водохозяйственный участок реки — Сура от Сурского гидроузла и до устья реки Алатырь, речной подбассейн реки — Сура. Речной бассейн реки — (Верхняя) Волга до Куйбышевского водохранилища (без бассейна Оки).
Код объекта в государственном водном реестре — 08010500312110000036654.